# Objectif de développement durable no 1 des Nations unies

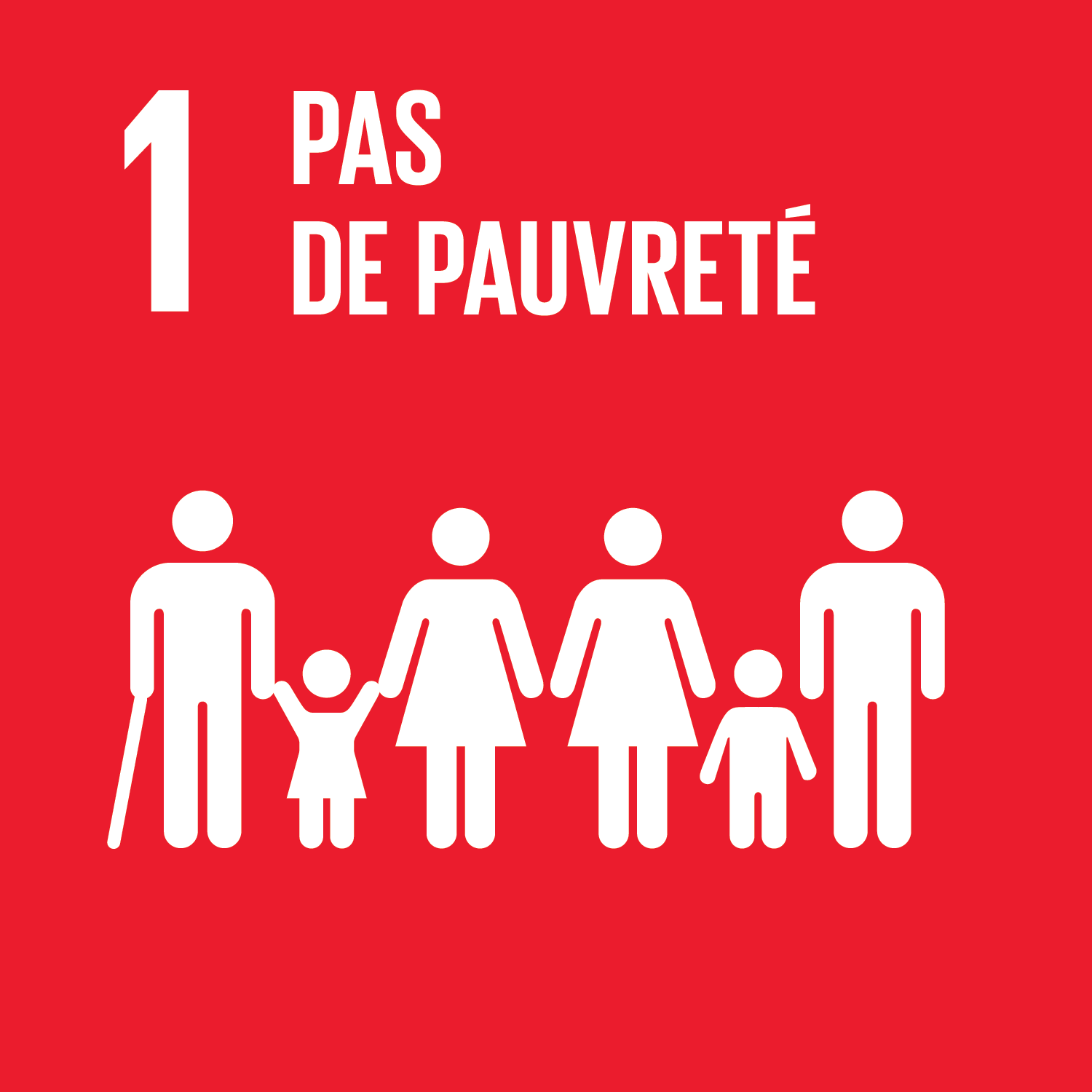
Logo de l'objectif no 1.

Éradication de la pauvreté
Pour un article plus général, voir Objectifs de développement durable.
L'objectif de développement durable no 1 des Nations unies concerne la thématique de la pauvreté est l'objectif no 1 des 17 Objectifs de développement durable (ODD) adoptés en 2015 par l'Assemblée générale des Nations unies. Son intitulé complet est : « Éliminer l'extrême pauvreté et la faim ».

## Enjeux

### Enjeux mondiaux
En 2015, dans le monde, 836 millions de personnes vivent dans l'extrême pauvreté, c'est-à-dire avec moins de 1,25 dollar par jour. Cependant, le nombre de personnes vivant dans une situation d’extrême pauvreté a été réduit de plus de la moitié entre 1990 et 2015.
Le lien est fait dès l'intitulé complet entre la pauvreté et la faim (objet de l'ODD2). Les cibles comprennent également les problématiques de la protection sociale, de l'aide au développement, de l'égalité entre les femmes et les hommes... En filigrane on peut y lire un fort lien avec la problématique des inégalités, objet de l'ODD10.

### Enjeux nationaux
Les enjeux s'expriment de façon très différente selon qu'on se situe dans un pays développé ou en voie de développement.

#### Enjeux en France
Selon la définition de l'INSEE, la pauvreté en France concerne tous les ménages dont le revenu est inférieur à une fraction donnée (50 ou 60 %) du revenu français médian. Le taux de pauvreté en 2014 s’établirait à 14,2 %.

## Cibles
L'ODD1 est décliné en 7 cibles.
1.1 D’ici à 2030, éliminer complètement l’extrême pauvreté dans le monde entier (moins de 1,25 dollar/jour/personne)
1.2 D’ici à 2030, réduire de moitié au moins la proportion d’hommes, de femmes et d’enfants de tous âges qui souffrent d’une forme ou l’autre de pauvreté, telle que définie par chaque pays
1.3 Mettre en place des systèmes et mesures de protection sociale pour tous, adaptés au contexte national, y compris des socles de protection sociale, et faire en sorte que, d’ici à 2030, une part importante des pauvres et des personnes vulnérables en bénéficient
1.4 D’ici à 2030, faire en sorte que tous les hommes et les femmes, en particulier les pauvres et les personnes vulnérables, aient les mêmes droits aux ressources économiques et qu’ils aient accès aux services de base, à la propriété foncière, au contrôle des terres et à d’autres formes de propriété, à l’héritage, aux ressources naturelles et à des nouvelles technologies et des services financiers adaptés à leurs besoins, y compris la microfinance
1.5 D’ici à 2030, renforcer la résilience des pauvres et des personnes en situation vulnérable et réduire leur exposition aux phénomènes climatiques extrêmes et à d’autres chocs et catastrophes d’ordre économique, social ou environnemental et leur vulnérabilité
-
1.a Garantir une mobilisation importante de ressources provenant de sources multiples, y compris par le renforcement de la coopération pour le développement, afin de doter les pays en développement, en particulier les pays les moins avancés, de moyens adéquats et prévisibles de mettre en œuvre des programmes et politiques visant à mettre fin à la pauvreté sous toutes ses formes
1.b Mettre en place aux niveaux national, régional et international des cadres d’action viables, qui se fondent sur des stratégies de développement favorables aux pauvres et soucieuses de la problématique hommes-femmes, afin d’accélérer l’investissement dans des mesures d’élimination de la pauvreté

## Indicateurs

### Indicateurs internationaux

#### Indicateurs de l'ONU
L'ONU a défini un à trois indicateurs par cible de l'ODD 1:
1.1.1 Proportion de la population vivant au-dessous du seuil de pauvreté fixé au niveau international, par sexe, âge, situation dans l’emploi et lieu de résidence (zone urbaine/zone rurale) 
1.2.1 Proportion de la population vivant au-dessous du seuil national de pauvreté, par sexe et âge
1.2.2 Proportion d’hommes, de femmes et d’enfants de tous âges vivant dans une situation de pauvreté sous toutes ses formes, telles que définies par chaque pays
1.3.1 Proportion de la population bénéficiant de socles ou systèmes de protection sociale, par sexe et par groupes de population (enfants, chômeurs, personnes âgées, personnes handicapées, femmes enceintes et nouveau-nés, victimes d’un accident du travail, pauvres et personnes vulnérables)
- Proportion d'enfants couverts par la protection sociale
- Proportion de la population ayant un handicap grave recevant des prestations de protection sociale
- Proportion de mères bénéficiant de prestations de maternité et de prestations pour nouveau-nés
- Proportion de la population supérieure à l'âge de la retraite recevant une pension
- Proportion de la population pauvre couverte par les systèmes de protection sociale
- Proportion de chômeurs recevant des prestations de chômage
- Proportion de la population vulnérable couverte par les systèmes de protection sociale
- Proportion de la population active couverte en cas de blessure au travail

1.4.1 Proportion de la population vivant dans des ménages ayant accès aux services de base
1.4.2 Proportion de la population adulte totale qui dispose de la sécurité des droits fonciers et de documents légalement authentifiés et qui considère que ses droits sur la terre sont sûrs, par sexe et par type d’occupation 
1.5.1 Nombre de décès, de disparus et de victimes à la suite de catastrophes, pour 100 000 personnes
1.5.2 Pertes économiques directement attribuables à des catastrophes par rapport au produit intérieur brut mondial (PIB)a
1.5.3 Nombre de pays ayant mis en place des stratégies nationales et locales pour la réduction des risques de catastrophes
1.a.1 Proportion des ressources directement allouées par l’État à des programmes de réduction de la pauvreté
1.a.2 Proportion des dépenses publiques totales affectées aux services essentiels (éducation, santé et protection sociale)
1.b.1 Proportion des dépenses publiques de fonctionnement et d’équipement consacrée aux secteurs répondant plus particulièrement aux besoins des femmes, des pauvres et des groupes vulnérables 

#### Indicateurs européens
Eurostat a défini plusieurs indicateurs européens :
- Personnes en risque de pauvreté ou d'exclusion sociale (sdg_01_10)
- Personnes en risque de pauvreté ou d'exclusion sociale par degré d'urbanisation (sdg_01_10a)
- Personnes en risque de pauvreté monétaire après transferts sociaux - enquêtes EU_SILC et PCM (sdg_01_20)
- Personnes en risque de pauvreté monétaire après transferts sociaux par nationalité (sdg_01_20a)
- Taux de privation matérielle et sociale sévère par âge et sexe (sdg_01_31)
- Personnes vivant dans des ménages avec une très faible intensité de travail par classe d'âge (sdg_01_40)
- Taux de risque de pauvreté des personnes en emploi (sdg_01_41)
- Taux de surcharge des coûts du logement par statut de pauvreté (sdg_01_50)
- Besoins auto-déclarés de traitement médical non satisfaits par sexe (sdg_03_60)
- Ecart relatif médian pour le seuil de pauvreté (sdg_10_30)
- Taux de privation sévère liée au logement par statut de pauvreté (sdg_11_11)

### Indicateurs nationaux

#### Indicateurs français
L'Insee a choisi six indicateurs pour la France :
- Taux de pauvreté (seuil à 60 % du revenu médian), selon le sexe et l'âge
- Taux de pauvreté en conditions de vie
- Nombre d'événements naturels très graves
- Montant des indemnisations versées par les assurances au titre des catastrophes naturelles
- Nombre de communes faisant l'objet d'un plan de prévention des risques d'inondation approuvé (y compris révisé et approuvé)
- Dépenses des administrations publiques (S13) ventilées par fonctions  selon la nomenclature internationale Cofog (Classification of the Functions of Government